# ملاباستک
ملاباستک، روستایی است از توابع بخش سیلوانه ٬منطقه مرگور در شهرستان ارومیه استان آذربایجان غربی ایران.